# Quartier spécifique (prison)
 (août 2017).
Si vous disposez d'ouvrages ou d'articles de référence ou si vous connaissez des sites web de qualité traitant du thème abordé ici, merci de compléter l'article en donnant les références utiles à sa vérifiabilité et en les liant à la section « Notes et références ».
Le quartier spécifique est un régime carcéral particulier français, présent dans certaines maisons d'arrêt, alternative à l'isolement.

## Description
Le quartier spécifique n'existe pas dans la loi française et dépend du règlement intérieur de chaque lieu de détention. Ainsi son appellation varie. Il est appelé  « quartier des particuliers » à La Santé ou  « Q.S. » à Fleury-Mérogis.
La taille du quartier dépend de la maison d'arrêt. Fleury-Mérogis possède à la fois un quartier réservé aux personnes travesties et transgenre, un pour les personnes radicalisées ou soupçonnées de terrorisme et un quartier d'une quarantaine de places pour tous les autres type de détenus. À Fresnes, il s'agit d'une aile. À La Santé, c'est un couloir dédié. À la maison d'arrêt de Bayonne, il s'agit d'un groupement de cellules (majoritairement pour les personnes détenues pour violences sexuelles).

## Régime
Le régime d'un quartier spécifique n'est pas différent de la détention normale. Les détenus sont généralement seuls en cellules, et bénéficient de promenade quotidienne ensemble (contrairement aux isolés qui n'ont pas de contacts entre eux). Cependant, les détenus du quartier n'ont pas de contacts directs avec la détention classique : les activités socio-culturelles, le sport et les activités scolaires leur sont propres. De fait, ils ont moins d'activité que le régime normal.

## Critères
La décision d'isoler quelqu'un dans un quartier spécifique est prise par l'administration pénitentiaire à l'arrivée d'un détenu, à la demande de l'administration, du juge ou du détenu. La demande doit être motivée en fonction de critères qui sont propres au règlement intérieur de la maison d'arrêt. 
Parmi les critères les plus courants :
- La sexualité ou le genre (homosexuel, transgenre, prostitué..)
- La faiblesse physique (personnage âgée, malade...)
- L'affaire (dossier avec un mineur, violence sexuelle, affaire médiatique...)
- Le métier (policier, douanier, juge, huissier, procureur...)

### Cas particulier des personnes transgenres
Les personnes sont détenues dans le quartier en fonction du sexe défini sur leur papier d'identité. Ainsi un travesti homme, ou une femme transgenre seront détenus parmi les hommes tant qu'ils ne sont pas opérés. C'est pourquoi ils sont particulièrement protégés et mis ensemble.
Certaines associations interviennent spécifiquement pour ce type de public.